# Jurij Borzakowski
Jurij Michajłowicz Borzakowski (ros. Юрий Михайлович Борзаковский; ur. 12 kwietnia 1981 w Kratowie) – rosyjski lekkoatleta, czterokrotny olimpijczyk (2000, 2004, 2008, 2012), w tym mistrz olimpijski z 2004 roku.

## Kariera sportowa
Specjalizuje się w biegu na 800 metrów. Zdobył tytuł mistrza olimpijskiego na igrzyskach w Atenach (2004). Jest czterokrotnym medalistą mistrzostw świata: Paryż 2003 – 2. miejsce, Helsinki 2005 – 2. miejsce, Osaka 2007 – 3. miejsce, Daegu 2011 – 3. miejsce. Zdobył ponadto złote medale HME (Gandawa 2000, Turyn 2009) i HMŚ (Lizbona 2001), brązowy medal HMŚ (Moskwa 2006) – wszystkie w biegu na 800 m. Mistrz Europy na 800 m z Helsinek w 2012, był też wicemistrzem Europy w sztafecie 4 × 400 metrów (Monachium 2002).

## Rekordy życiowe
- bieg na 400 metrów – 45,84 (2000)
- bieg na 800 metrów – 1:42,47 (2001) rekord Rosji
- bieg na 1000 metrów – 2:15,50 (2008) rekord Rosji
- bieg na 1500 metrów – 3:40,28 (2005)
- bieg na 600 metrów (hala) – 1:16,02 (2010) – do 2024 rekord Rosji[1]
- bieg na 800 metrów (hala) – 1:44,15 (2001) rekord Rosji, obecnie 5. wynik w historii światowej lekkoatletyki[2]
- bieg na 1000 metrów (hala) – 2:17,10 (2009) rekord Rosji
- bieg na 1500 metrów (hala) – 3:41,53 (2006)